# Poole Pirates
Poole Pirates – żużlowy klub z Poole (Anglia). Zespół siedmiokrotnie zdobywał tytuł mistrza Wielkiej Brytanii. Swoje mecze domowe rozgrywa na torze na Poole Stadium. Długość toru wynosi 299,1 metrów. Jego rekord (56,91 s) ustanowił Antonio Lindbäck 14 czerwca 2006.

## Skład na sezon 2014
- Darcy Ward
- Josh Grajczonek
- Maciej Janowski
- Przemysław Pawlicki
- Václav Milík
- Lee Smart
- Kyle Newman

## Zawodnicy rezerwowi na sezon 2014
- Chris Holder
- Ben Hopwood

## Osiągnięcia
- Drużynowe Mistrzostwa Wielkiej Brytanii:
  - złoto: 7 (1969, 1994, 2003, 2004, 2008, 2011, 2013)
  - srebro: 2 (1999, 2001)
  - brąz: 1 (1992)

## Dawni i obecni żużlowcy
- Leigh Adams
- Hans Andersen
- Dennis Andersson
- Scott Autrey
- Jack Biggs
- Craig Boyce
- Armando Castagna
- Krzysztof Cegielski
- Tomasz Chrzanowski
- John Cook
- Marvyn Cox
- Bruce Cribb
- Brian Cruchter
- Jason Crump
- John Davis
- Sławomir Drabik
- Aleš Dryml
- Lukáš Dryml
- Micky Dyer
- Linus Eklöf
- Freddie Eriksson
- Sam Ermolenko
- Matej Ferjan
- Josh Grajczonek
- Lars Gunnestad
- Henrik Gustafsson
- Greg Hancock
- Gary Havelock
- Chris Holder
- Kyle Howarth
- Maciej Janowski
- Tomas H. Jonasson
- Krzysztof Kasprzak
- Edward Kennett
- Ricky Kling
- Richard Knight
- Robert Kościecha
- Todd Kurtz
- Michael Lee
- Antonio Lindbäck
- Ludvig Lindgren
- Mark Loram
- Jason Lyons
- Sam Masters
- Ken Middleditch
- Neil Middleditch
- Adrian Miedziński
- Robert Miśkowiak
- Scott Nicholls
- Göte Nordin
- Piotr Pawlicki
- Przemysław Pawlicki
- Bjarne Pedersen
- Ron Preston
- Lee Richardson
- Tony Rickardsson
- Gerd Riss
- Cyril Roger
- Alun Rossiter
- David Ruud
- Steve Schofield
- Malcolm Simmons
- Kozza Smith
- Pete Smith
- Dawid Stachyra
- Mariusz Staszewski
- Erik Stenlund
- Ryan Sullivan
- Kelvin Tatum
- Chum Taylor
- Andrzej Tkocz
- Roy Trigg
- Rohan Tungate
- Václav Verner
- Davey Watt
- Grzegorz Walasek
- Darcy Ward
- Antoni Woryna
- Magnus Zetterström